# バラ空港
バラ空港（英: Barra Airport、スコットランド・ゲール語: Port-adhair Barraigh）は、イギリス・スコットランド西北部のアウター・ヘブリディーズ諸島を構成する島の一つ、バラ島にある空港である。所在地からバラ・エオリガーリー空港（英: Barra Eoligarry Airport）とも呼ばれる。砂浜を滑走路としており、これは定期航空便の設けられている空港としては世界唯一である。

## 地理・施設
空港はバラ島の北部、エオリガーリーの集落の南に位置し、土地の言葉で「大きな砂浜」を意味するTraigh Mhòr の広い砂浜を滑走路として利用している。満潮時には滑走路は海面下に沈むため、離着陸の時間は干満によって左右される。空港が営業中には吹流しが掲げられることになっており、その間の浜への立ち入りは禁止されている。吹流しが掲げられていない時の「滑走路」は、潮干狩り客や観光客でにぎわっている。
照明施設はなく、夜間に緊急着陸が行われる際には、自動車の前照灯で滑走路を照らしている。
空港の運営は、スコットランド本土と離島部の地方空港を多く所有しているハイランズ・アンド・アイランズ・エアポーツ社 (Highlands and Islands Airports Limited) （HIAL）が行っている。空港には3本の滑走路が設定されており、木の杭によって終端が示されている。航空便の多くは、デ・ハビランド・カナダ社製のプロペラ機DHC-6（ツイン・オッター）によって運航されている。

## ギャラリー

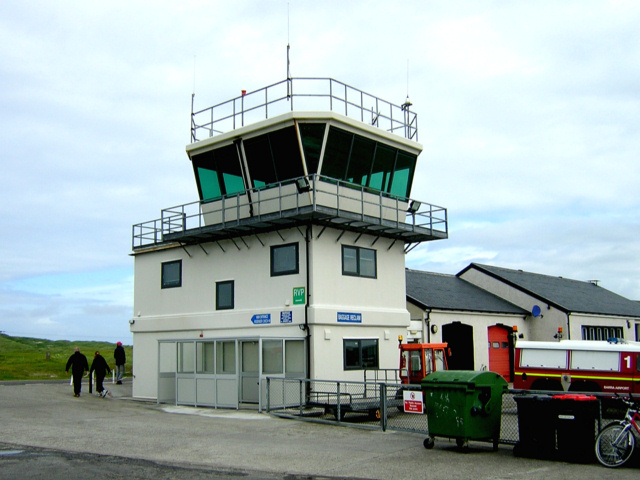
空港管制塔
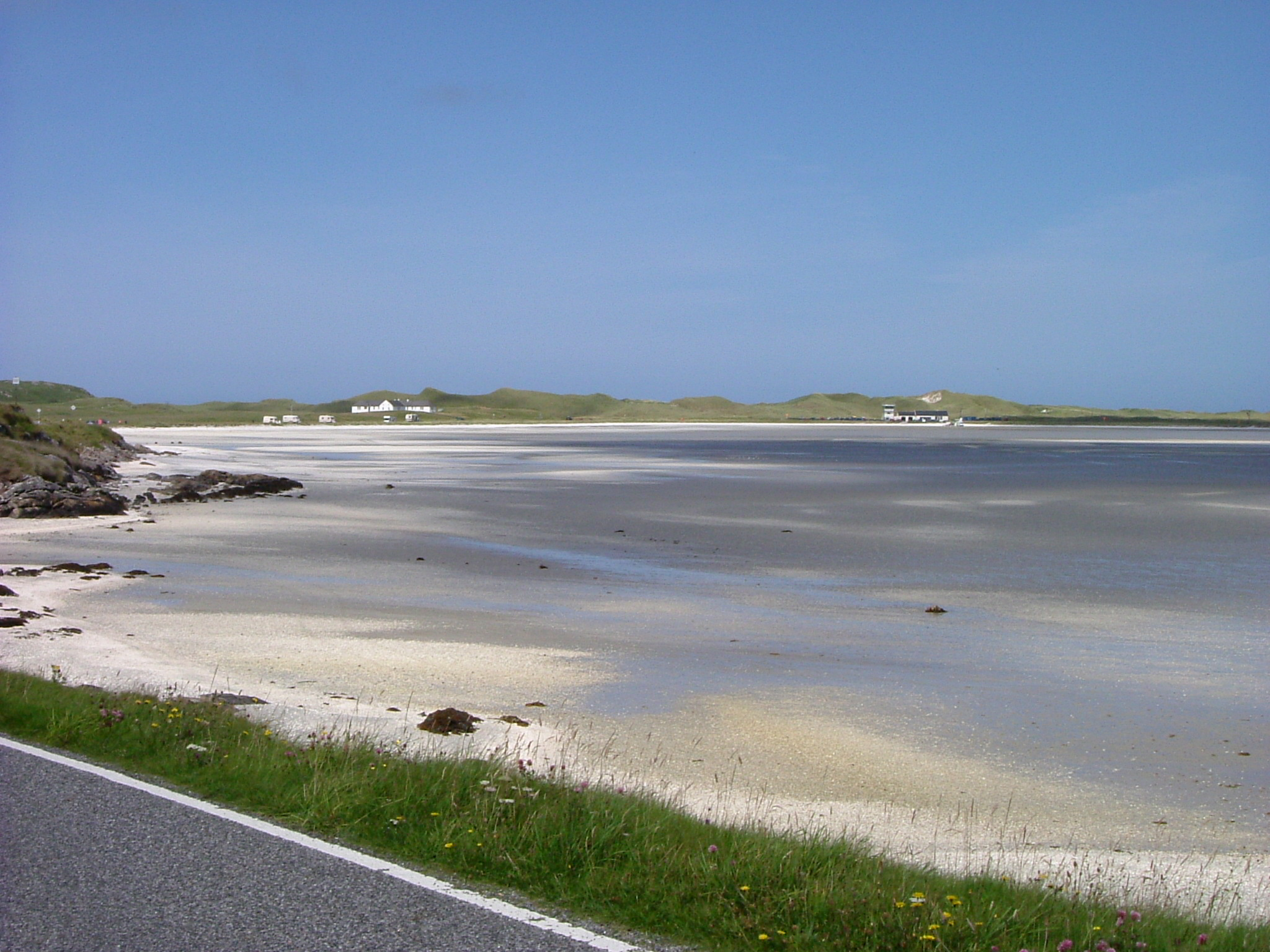
滑走路となっている砂浜
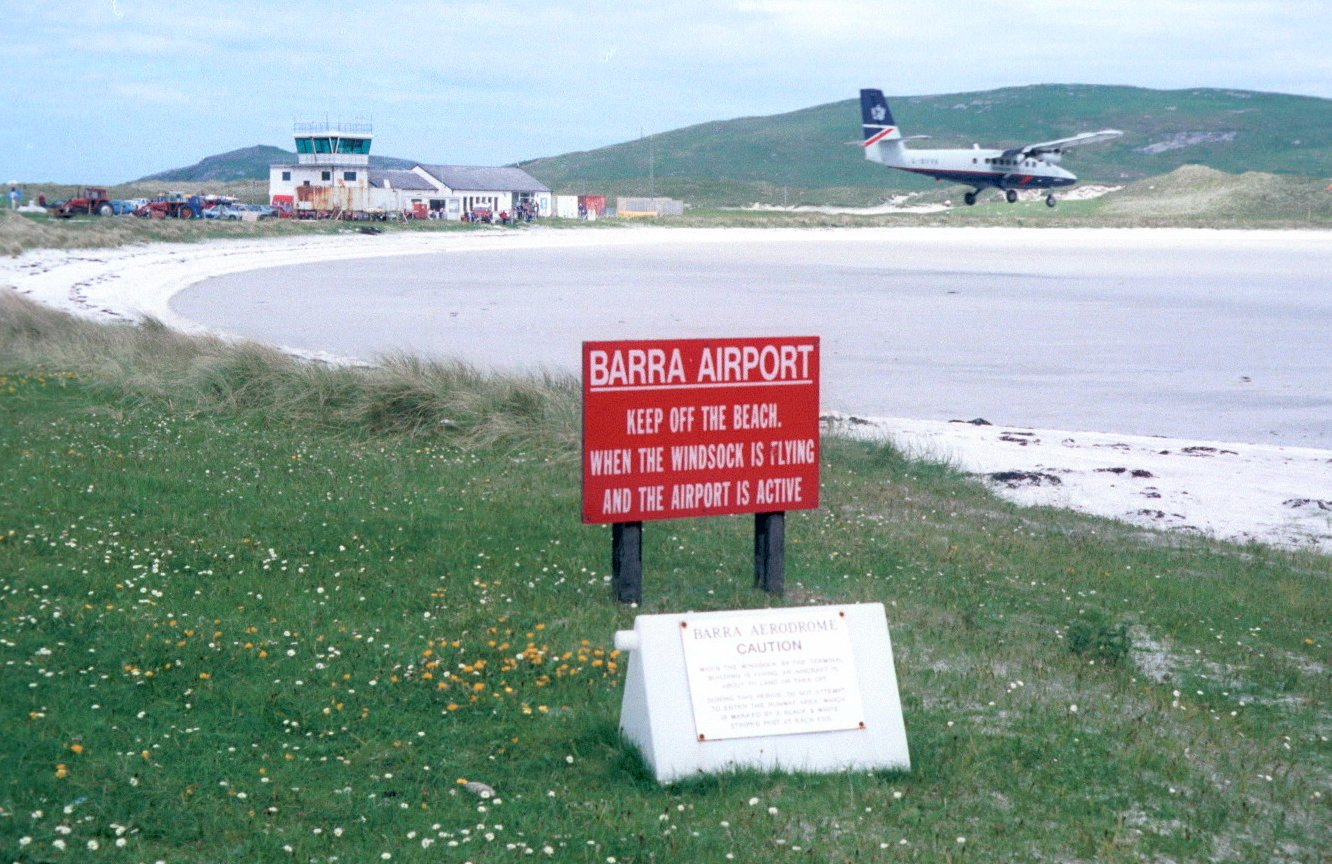
空港への立ち入りを注意する看板
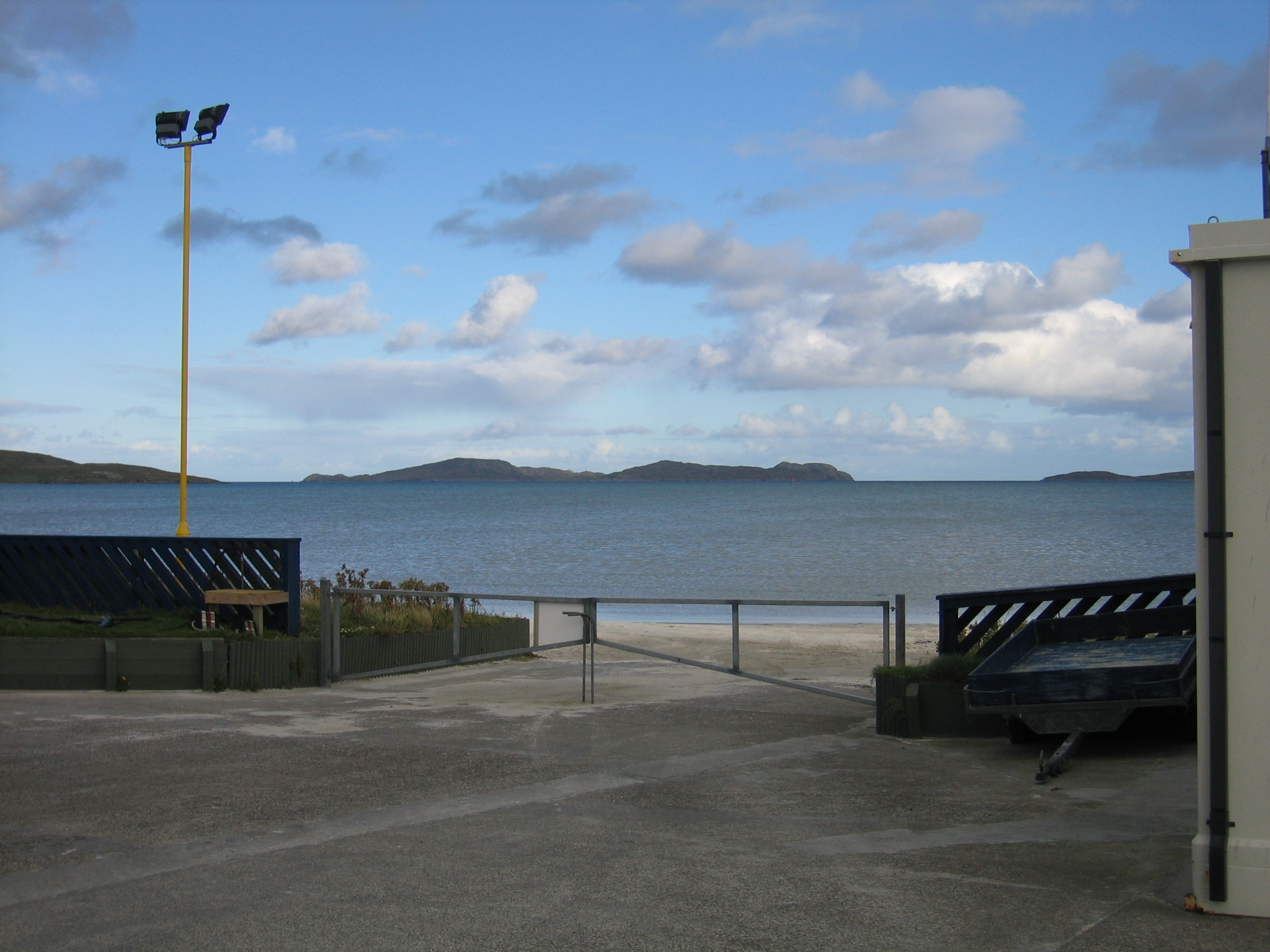
満潮時の空港

## 就航航空会社と就航都市
| 航空会社                   | 就航地     |
| -------------------------- | ---------- |
| Flybe 運航はローガンエアー | グラスゴー |